# Nematoplexus
Nematoplexus rhyniensis ist ein rätselhaftes Fossil aus dem Rhynie Chert des Unterdevons. Es besteht aus verkieselten, thalloiden unvollständig und bruchstückhaft erhaltenen, teilweise abgebauten Überresten. Die Morphologie und die Größe des Organismus sind unbekannt. Der Organismus besteht aus einem Geflecht von verwobenen, ungekammerten und gekammerten Röhren von zwei oder drei verschiedenen Größen. Die meisten der größeren, ungekammerten Röhren besitzen ringförmige oder schraubige Verdickungen. Manche der engen, glattwandigen Röhren besitzen auffällige Scheidewände mit einer zentral gelegenen elliptischen Öffnung. Diese Poren ähneln denen bei Prototaxites. Die Röhren von Nematoplexus sind nicht verzweigt. Verzweigungen treten nur in sogenannten Verzweigungsknoten auf. Dort kommen mehrere Röhren zusammen und bilden dichte, stark verzweigte Gruppen. Ihre biologische Bedeutung ist unklar. 
Eine Interpretation sieht Nematoplexus rhyniensis als strukturell erhaltenes Fossil von Nematothallus.

## Belege
- Thomas N. Taylor, Edith L. Taylor, Michael Krings: Paleobotany. The Biology and Evolution of Fossil Plants. Second Edition, Academic Press 2009, ISBN 978-0-12-373972-8. S. 183.